# 李清 (景泰進士)
李清（1434年—？），字希獻，直隸松江府上海縣人，軍籍，明朝政治人物。進士出身。

## 生平
景泰元年（1450年）庚午科應天府鄉試第一百二十二名。景泰五年（1454年）參加甲戌科會試第一百九十五名，殿試登進士第二甲第十名。

## 家族
曾祖父李原芳。祖父李珙。父亲李伯璵，曾任教諭。